# Nyctophila incognita
Nyctophila incognita is een keversoort uit de familie glimwormen (Lampyridae). De wetenschappelijke naam van de soort is voor het eerst geldig gepubliceerd in 1982 door Geisthardt.